# 卡拉巴什 (車里雅賓斯克州)
55°29′N 60°13′E / 55.483°N 60.217°E
卡拉巴什（羅馬化：Karabásh）是俄羅斯車里雅賓斯克州北部的一個城市，距車里雅賓斯克西北90公里。2002年人口15,942人。
1822年因金礦而建立，1933年6月20日設市。

## 环境问题

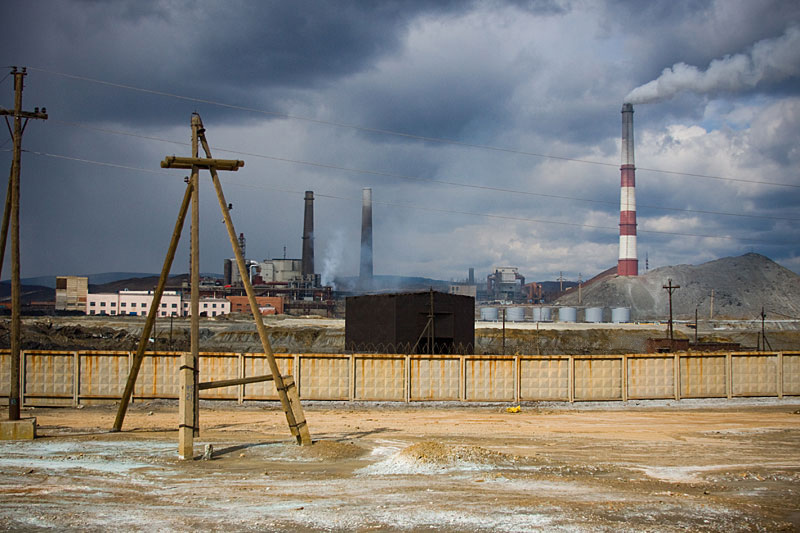
卡拉巴什铜冶炼厂

镇上有一座铜冶炼厂，给居民带来了极大的污染和严重的健康问题。卡拉巴什的居民因这种植物导致的癌症和呼吸系统疾病死亡率异常高。2011年的研究表明，当地空气、地面和水中的重金属和砷含量极高。
大量研究表明，卡拉巴什是车里雅宾斯克州死亡率最高的地区，也是俄罗斯各州年轻人死亡率最高的地区，也是全俄罗斯死亡率最高的地区之一。